# Гунарса, И Ньоман
Гуна́рса, И Ньо́ман (индон.  I Nyoman Gunarsa; 15 апреля 1944, Банда, Клункунг, Бали — 10 сентября 2017, Такмунг, Клункунг, Бали) — известный индонезийский художник.

## Краткая биография
В 1959 году закончил первую ступень средней школы в Денпасаре. В 1967 году окончил Академию изобразительного искусства Индонезии в Джокьякарте, где был учеником Фаджара Сидика, и остался там же работать преподавателем. В 1968 году впервые участвовал в престижной выставке с картиной «Эди Сумарсо» (портрет тушью 55х75 см). В 1970 году создал сообщество художников Sanggar Dewata Indonesia, в которое кроме него входили Маде Вианта, Ваян Сика, Панде Где Супада, Ваян Арсана Гуна и Ньоман Асана. В 1989 году основал Музей современного изобразительного искусства своего имени (Museum Seni Lukis Kontemporer Nyoman Gunarsa) в Джокьякарте, в 1994 году — Музей классического изобразительного искусства (Museum Seni Lukis Klasik Nyoman Gunarsa) в Клункунге на Бали.

## Семья
Жена — Индравати Гунарса, сын Gde Artison Andarawata и две дочери.

## Творчество
Начал рисовать в 13 лет. Учился у проживавших на Бали западных художников Рудольфа Боннета, Лё Майёра де Мерпре и Дона Антонио Бланко. Начинал как приверженец академического стиля, в 1980-е гг. перешёл к экспрессионизму. Работал как маслом, так и акварелью. Его картины полны динамизма и музыкального ритма. Сам он говорил, что «когда он рисует, то линии его поют, а краски танцуют».
Главная тема картин — Бали и его культура. Среди более чем ста его полотен — «Девушка» (1970), «Баронг» (1976); «Церемония открытия» (1977, Национальная галерея Индонезии), «Маэстро Аффанди» (1986), «Флейтисты» (1989), «Танцовщицы Бали» (1994), «Две танцовщицы» (1995), «Танец легонг» (1997), «Танцовщицы» (1997), «Баронг и Рангда» (1997), «Ритм танца» (2000), «Мать и дитя» (2003), «Фигуры ваянга» (2004), «Флейтистка» (2005), «Мамаша Суси идёт на рыбный базар» (2017), «Джокови-кукловод» (2017), «Джокови пьёт джаму» (2017).
Участвовал в персональных и коллективных выставках в Австралии, Индонезии (в том числе в Национальном музее Джакарты), Малайзии (1971), Монако, Нидерландах (1993), Сингапуре (1994), США (1973, 1998, 1990—1992), Франции и Японии (1997). 14-31 августа 2017 года в джакартской галерее «Bentara Budaya» состоялась ретроспективная выставка художника, посвящённая 60-летию его творческой деятельности.
Среди почитателей творчества художника президент Индонезии Джоко Видодо (Джокови).

## Награды
- Pratisara Affandi Adi Karya art award (1976)
- Награды на 3 и 4 биеннале (Джакарта, 1978, 1980)
- Премия Лемпада (Lempad Prize) (1980).
- Серебряная медаль биеннале 1 в Джокьякарте (1988)
- Премия в области культуры правительства провинции Бали Dharma Kusuma (1994)
- Почётный знак от президента Индонезии Satyalancana Kebudayaan (2003).